# Insei
Insei (jap. kanji 院政 hiragana いんせい ), sustav klaustrirane vladavine, u doslovnom prijevodu s japanskog "samostanska uprava", osobit oblik vlade u Japanu tijekom razdoblja Heiana. Ovo je bio dvokraki sustav, u kojem je car abdicirao, ali i dalje zadržao moć i utjecaj. Umirovljeni carevi koji su se povukli živjeti u samostanima (in) nastavili su djelovati tako da bi činili protutežu utjecaju sekkana (regenata) iz seishija (klana) Fujiware i ratničke klase.  Istovremeno je naslovni car, izabrani nasljednik bivšeg cara, ispunjavao sve ceremonijalne uloge i formalne dužnosti u monarhiji. 
Umirovljene careve nazivali su daijō tennō ili dajō tennō (太上天皇) ili skraćeno jōkō (上皇). Umirovljeni car koji je ušao u budističku redovničku zajednicu postao je klaustrirani car (japanski daijō hōō, daijō hō, kanji 太上法皇, hiragana だいじょうほうおう , だじょうほうおう).
Bilo je umirovljenih careva, uključujući i klaustriranih prije i poslije razdoblja Heiana, ali načelo klaustrirane vladavine kao sustava obično se odnosi na praksu koju je uveo car Shirakawa 1086. godine koji su nastavili njegovi nasljednici sve do uspona šogunata Kamakure 1192. godine.
Carski pokušaj izmicanja od vlastodrštva seishija Fujiware i ratničke klase odolijevao je do nakon Genpejskog rata. Tad je načet carski dvor u Kyotu i insei kao sustav vladavine. Od 1185. šogunatski sustav nagrizao je prethodne sustave vladavine, kad je Minamoto no Yoritomo uspostavio bakufu i moć u rukama šoguna kao nasljednu. 
Zakonik ritsuryōa dopuštao je umirovljenim carevima vršiti nekakvu ograničenu vlast. Postoje primjeri takvih kao što su carica Jitō, car Shōmu i car Uda u 7., 8. i 9. stoljeću respektivno.